# Приключения Питкина в больнице
«Приключения Питкина в больнице» (англ. A Stitch In Time) — художественный фильм.

## Сюжет
На этот раз Питкин — продавец в мясной лавке. Как-то ему приходится вызвать «Скорую помощь» хозяину лавки мистеру Гримсдейлу, проглотившему свои часы-луковицу. После того, как «скорая» приезжает, Питкин в течение пяти минут экранного времени пытается помочь санитарам перенести Гримсдейла в машину, то невпопад переворачивая, то роняя бесчувственное тело, то задевая им дверные решётки и т. п. Наконец, Гримсдейла кое-как довозят до больницы, где её директор лорд Гектор (Джерри Десмонд) ждёт визита миллионерши леди Бринклей, рассчитывая на её пожертвование в пользу больницы, и для того намеревается показать гостям свою больницу в лучшем виде.
Однако в планы лорда Гектора вмешивается Питкин: он сперва по неосторожности наносит мелкий ущерб автомобилю гостьи, а затем у неё на глазах вносит смятение в размеренный порядок больницы, вызывая её негодование и особенно негодование директора.
Леди уезжает, отменив свою экскурсию по больнице. Мистеру Гримсдейлу тем временем оказывают помощь и собираются его выписывать. Питкина под влиянием его речи о «помощи страждущим» же между тем охватывают медицинские фантазии, он решает записаться на некие медицинские «курсы хирургов», случайно присоединяется к толпе практикантов-дантистов и создаёт многочисленные нелепые и опасные ситуации, что приводит директора в крайнее негодование, и он в очередной раз приказывает вышвырнуть Питкина из больницы.
Убегая от преследователей, Питкин прячется в детском отделении под кроватью с маленькой девочкой-пациенткой Линди, впавшей в тяжёлый шок после потери родителей. И, желая как-то развеселить девочку, не выдавшую его присутствие, столь же нечаянно спасает её; при этом он неосторожно даёт девочке обещание вернуться, и это вынуждает его вновь искать возможности явиться в злополучную больницу, что он и делает, опять принося с собой беспорядок и абсурд. В конце концов Питкин помогает собрать пожертвования для больницы и оказывается в ней уже в качестве реального пациента. Теперь в больнице к нему приветливы все, включая директора, и спасённая им девочка навещает его в палате отделения травматологии…

## В ролях
- Норман Уиздом — Норман Питкин
- Эдвард Чепмен — мистер Гримсдейл, начальник Питкина
- Джерри Десмонд — лорд Гектор, директор больницы
- Джанетт Старк — сестра Хэскел
- Джил Мелфорд — леди Бринклей, миллионерша
- Питер Джонс — капитан Рассел, санитарный лектор
- Эрнест Кларк — мистер Крэншоу, начальник дантистов
- Фрэнк Вильямс — Нутэлл, санитар
- Патрик Каргилл — Мидоус, доктор из травматологического отделения
- Люси Эпплби — Линди, девочка
- Пэт Кумбс — медсестра (в титрах не указана)

В советском дубляже роль Питкина озвучил Георгий Вицин.